# Jersey Devil

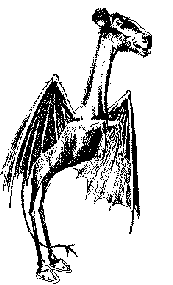
Jersey Devil, Zeichnung aus Philadelphia Evening Bulletin, 1909

Eine bekannte Legende aus dem US-Bundesstaat New Jersey berichtet vom Jersey Devil (engl. Teufel aus (New) Jersey), einem merkwürdigen Mischwesen, das der Legende nach im Süden des Atlantikstaates vorkommt.

## Beschreibung
Der Teufel wird häufig als etwa 1,50 Meter große zweibeinige Kreatur mit Hufen, kurzen Armen, einem langen Hals und Flügeln beschrieben, obwohl das Aussehen je nach Geschichte stark variiert. Weitere beschriebene Merkmale sind Ähnlichkeiten mit Hunden oder Pferden, rotglühende Augen, langes Fell oder auch Hörner. Eine besondere Eigenschaft soll ein „unheimlicher, hoher Schrei“ sein.

## Legende
Der Legende nach soll der Teufel das 13. Kind von Mrs. Leeds, einer Bewohnerin der Pine Barrens, einer waldreichen Gegend in New Jersey, während des frühen 18. Jahrhunderts gewesen sein. Mrs. Leeds soll bei der Schwangerschaft gesagt haben: „Oh, let this one be a devil!“ („Oh, lasse dieses einen Teufel sein!“). Angeblich soll der „Teufel“ nach der Geburt durch den Kamin entflohen sein.
Es gibt unterschiedliche Varianten der Legende. In einer Version ist der Teufel das Resultat eines Fluches; in einer anderen die Bestrafung dafür, dass Mrs. Leeds nicht vom Quäkertum konvertieren wollte. In wieder einer anderen Version brachte die Mutter den Teufel zur Welt und kümmerte sich um ihn. Nach ihrem Tod soll er in die Sümpfe geflogen sein.

## Sichtungen

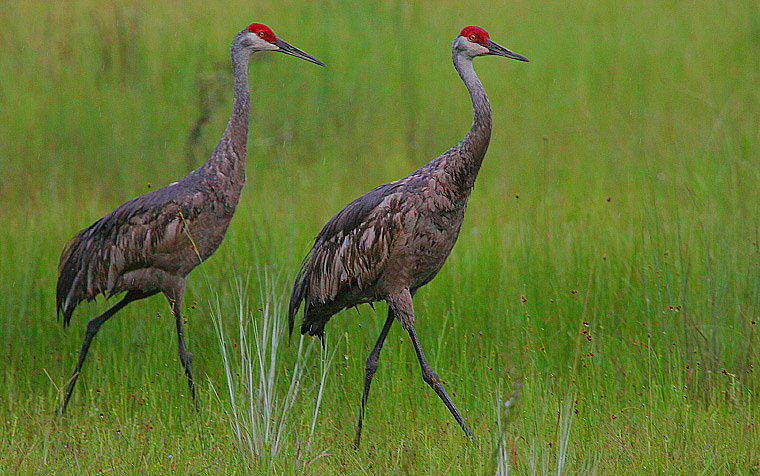
Kanadakraniche gelten als eine mögliche Erklärung für das Phänomen des Jersey Devils.

Sichtungen des Jersey Devils gab es seit dem 18. Jahrhundert immer wieder; darunter auch Berichte von Prominenten, wie Stephen Decatur oder Joseph Bonaparte.
Die bekannteste Reihe von Sichtungen ereignete sich im Januar 1909, als das Wesen von vielen Augenzeugen in der Gegend um Woodbury, aber auch in Pennsylvania und Delaware gesehen wurde. Ebenso wurden hufförmige Abdrücke im Schnee mit dem Teufel in Verbindung gebracht. Die Feuerwehr von West Collingswood soll ihn sogar mit einem Wasserschlauch beschossen haben. Zeitungen berichteten ausführlich über die Ereignisse, viele Geschäfte und Schulen blieben geschlossen. Der Philadelphia Zoo lobte eine Prämie von 10.000 Dollar für denjenigen aus, der den Jersey Devil fängt, was allerdings ohne Erfolg blieb. Seitdem wurden lediglich vereinzelte Sichtungen gemeldet, beispielsweise in den Jahren 1978 und 2008. Es hat einige Fälle gegeben, in denen der Jersey Devil für Todesfälle unter Tieren verantwortlich gemacht wurde, von verletzten Menschen gibt es keine Berichte. Bei einer Begegnung in den 1970er Jahren soll eine große, mit krallenartigen Fingernägeln bewehrte Hand die Insassen eines Fahrzeugs mit offenem Beifahrerfenster am Waldrand angegangen sein.

## Erklärung
Aufgrund der widersprüchlichen Augenzeugenberichte gibt es keine abschließende Erklärung für das Phänomen. Fotografien gibt es nicht, ebenso wurde nie ein Kadaver gefunden. Als wahrscheinlichste Ursache für Berichte über den Teufel gelten Begegnungen mit dem Kanadakranich, dessen Statur und ausgestoßene Laute der Beschreibung des Jersey Devils ähneln.

## Trivia
- Die Legende inspirierte den Namen der NHL-Eishockeymannschaft New Jerseys, die New Jersey Devils.
- In der 195. Hörspielfolge[5] der Hörspiel-Serie Die drei ???, taucht der Jersey Devil als gigantische Filmrequisite auf und dient als Sammlerstück in einem privaten Kuriositätenkabinett.
- Über den Jersey Devil wurde auch ein gleichnamiges Videospiel für die PlayStation veröffentlicht.
- Der Jersey Devil ist ein Gegner im Videospiel Castlevania: Order of Ecclesia.
- Auch in der TV-Serie Akte X gab es in der ersten Staffel eine Folge mit dem Titel „Der Teufel von Jersey“ (The Jersey Devil), die allerdings von einem kannibalistischen Wildmenschen handelte und nichts mit dem eigentlichen Jersey Devil zu tun hatte.
- Ebenfalls gibt es einen Film über die Legende des Jersey Devils aus dem Jahre 1998 mit dem Namen The Last Broadcast. In dem Film handelt es sich um eine gespielte Reportage, bei der zwei Moderatoren der Sendung „Fact or Fiction“ herausfinden wollen, ob der Jersey-Teufel wirklich existiert.
- Außerdem existiert eine Tomatensorte mit bananenförmigen Früchten mit dem Namen Jersey Devil.
- Im Jugendbuch "Dark Angel" (dt. Titel: "Wenn er kommt, dann laufen wir") von David Klass wird die Legende vom Jersey Teufel erzählt. Die Figur Troy Hasting identifiziert sich mit ihm und zeichnet ihn, wobei er ihm seine eigenen Augen gibt.
- Der Jersey Devil war die tragende Figur in dem Film Carny (2009).
- 2012 erschien der auf der Legende beruhende Horrorfilm Jersey Devil (Originaltitel: The Barrens) von Regisseur Darren Lynn Bousman.
- Der Jersey Devil taucht als Charakter in dem Videospiel The Wolf Among Us auf.
- In der siebten Staffel der Serie Supernatural gibt es eine Folge, die vom Jersey Devil handelt.
- Die Folge "Das Monster von Jersey" (3X13 engl. "Dark Mirror") der Mysteryserie Sleepy Hollow handelt ebenfalls vom Jersey Devil.
- Der aus New Jersey stammende Rockmusiker Bruce Springsteen hat zu Halloween 2008 den Song „A Night with the Jersey Devil“ online veröffentlicht.
- In der 9. Folge der 1. Staffel von Futurama („Ein echtes Höllenspektakel“) befindet sich die Roboterhölle (und damit der Sitz des Roboterteufels) in New Jersey.
- Band 2066 der Heftromanserie Geisterjäger John Sinclair trägt den Titel „Jersey Devil“. Die Geschichte baut auf den oben erwähnten Legenden auf.
- Der Jersey Devil taucht ebenfalls in einer Episode der Serie American Dragon auf.
- Im Film Teenage Mutant Ninja Turtles ist der Jersey Devil eins der dreizehn Monster.
- Das Wappen der USS New Jersey, dem dritten US-Kriegsschiff, das den Namen „New Jersey“ trägt, ist als Teufel stilisiert; das U-Boot trägt den Spitznamen „Devil Fish“.
- In dem Freizeitpark Six Flags Great Adventure (Jackson, New Jersey) heißt eine Achterbahn "The Jersey Devil Coaster", die auf dem Mythos Jersey Devil basiert.